# Municipio de Stafford (Nueva Jersey)
El municipio de Stafford (en inglés: Stafford Township) es un municipio ubicado en el condado de Ocean  en el estado estadounidense de Nueva Jersey. En el año 2010 tenía una población de 26,535 habitantes y una densidad poblacional de 186.8 personas por km².

## Geografía
El municipio de Stafford se encuentra ubicado en las coordenadas 39°42′19″N 74°15′49″O / 39.70528, -74.26361.

## Demografía
Según la Oficina del Censo en 2000 los ingresos medios por hogar en el municipio eran de $52,269 y los ingresos medios por familia eran $59,072. Los hombres tenían unos ingresos medios de $44,706 frente a los $30,687 para las mujeres. La renta per cápita para la localidad era de $25,397. Alrededor del 4% de la población estaba por debajo del umbral de pobreza.